# Stanisław Iwo Kiełbasiński

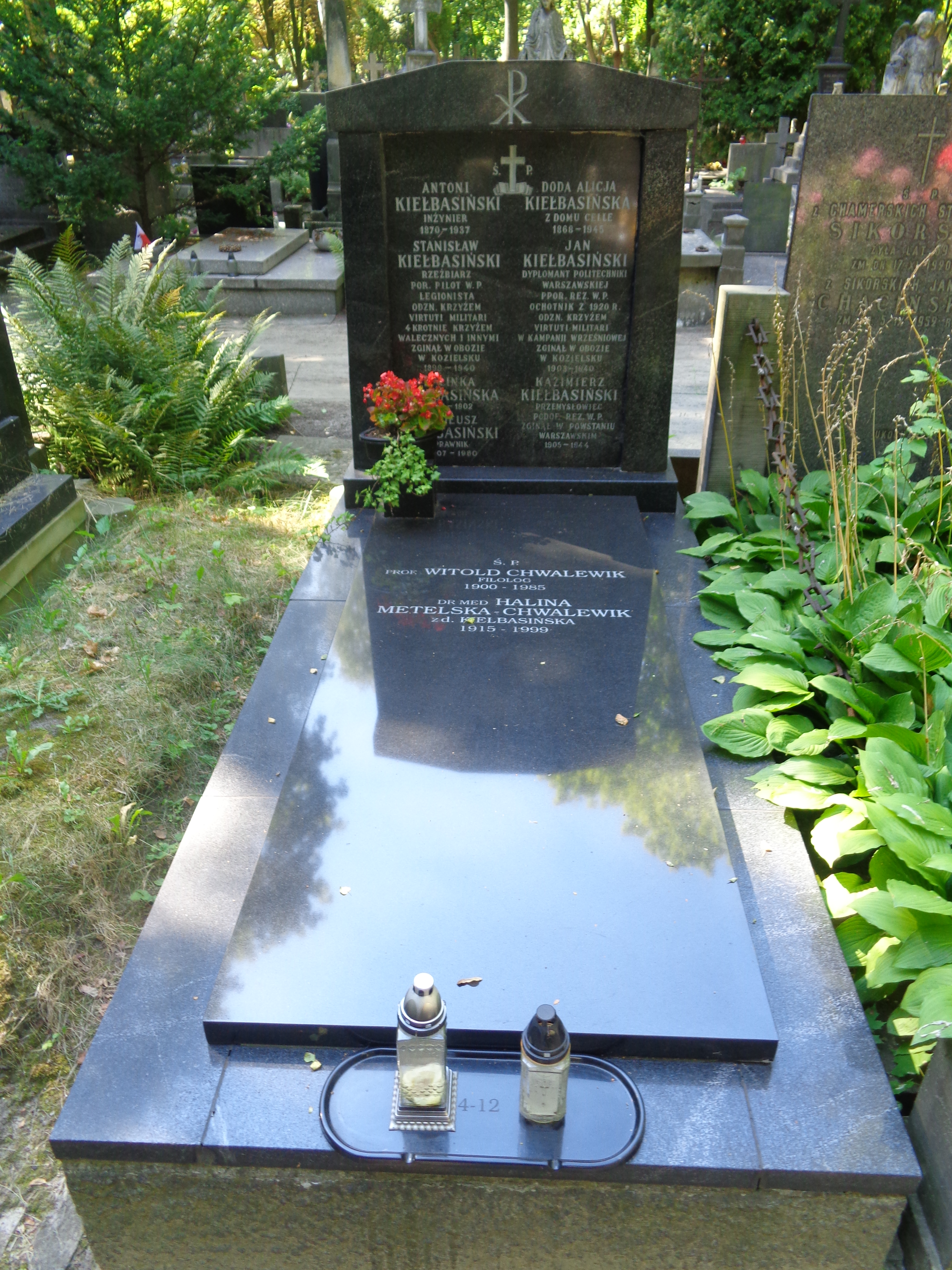
Symboliczny grób Stanisława Kiełbasińskiego na Cmentarzu Powązkowskim

Stanisław Iwo Kiełbasiński (ur. 14 listopada?/27 listopada 1900 we Władywostoku, zm. wiosną 1940 w Katyniu) – porucznik piechoty Wojska Polskiego, pilot, rzeźbiarz, kawaler Krzyża Walecznych, ofiara zbrodni katyńskiej.

## Życiorys
Syn Antoniego i Dory Alicji z domu Celle. Był starszym bratem Jana Władysława Marii (1903–1940), podporucznika rezerwy, również zamordowanego w Katyniu.
Uczestnik wojny 1920. Absolwent Akademii Sztuk Pięknych w Warszawie.
W okresie międzywojennym pozostał w wojsku. Służył w 56 pułku piechoty. Czynny pilot sportowy Aeroklubu Warszawskiego. Od 1926 w Centralnej Szkole Podoficerów Pilotów Lotnictwa w Bydgoszczy. Wskutek wypadku lotniczego w 1926 zmuszony do rezygnacji z latania. Z dniem 30 czerwca 1929 został przeniesiony w stan spoczynku. W 1934 pozostawał w ewidencji Powiatowej Komendy Uzupełnień Warszawa Miasto III. Posiadał przydział do Oficerskiej Kadry Okręgowej Nr I. Był wówczas „przewidziany do użycia w czasie wojny”. Mieszkał w Warszawie.

W sierpniu 1939 zmobilizowany do 1 pułku lotniczego w Warszawie. W kampanii wrześniowej walczył w 2 eskadrze zapasowej. Podczas ewakuacji w kierunku Rumunii pod Darachowem dostał się do niewoli radzieckiej. Według stanu na kwiecień 1940 był jeńcem obozu w Kozielsku. 28.04.1940 przekazany do dyspozycji naczelnika smoleńskiego obwodu NKWD – lista wywózkowa  052/1 poz. 97, nr akt 3514 z 27.04.1940. Został zamordowany 30.04.1940 przez NKWD w lesie katyńskim. Nie został zidentyfikowany podczas ekshumacji prowadzonej przez Niemców w 1943.
5 października 2007 minister obrony narodowej Aleksander Szczygło mianował go pośmiertnie na stopień kapitana. Awans został ogłoszony 9 listopada 2007, w Warszawie, w trakcie uroczystości „Katyń Pamiętamy – Uczcijmy Pamięć Bohaterów”.

## Ordery i odznaczenia
- Krzyż Walecznych dwukrotnie[9]
- Krzyż Kampanii Wrześniowej – pośmiertnie 1 stycznia 1986[10]